# Limenitidinae
Sous-famille
Les Limenitidinae forment une sous-famille de lépidoptères (papillons), qui se subdivise en cinq tribus.

## Description

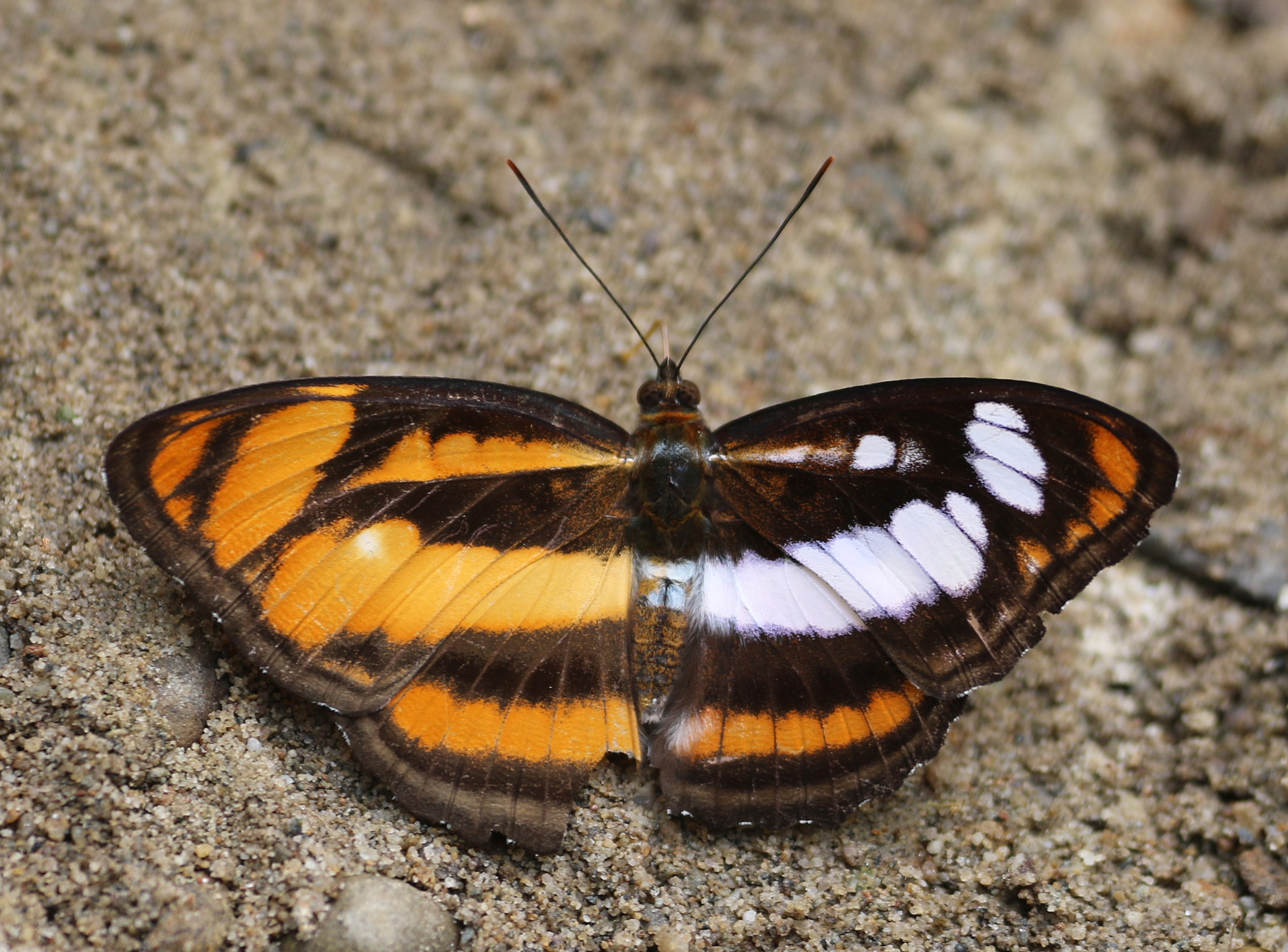
Athyma inara, des Athyma, des Limenitidini, avec gynandromorphisme, avec une aile gauche femelle et une aile droite mâle. A été trouvé dans le Parc national de Buxa, Inde. Novembre 2021.

## Systématique
La sous-famille des Limenitidinae a été décrite par le médecin, naturaliste germano-américain, Hans Hermann Behr en 1864.

### Liste des tribus et genres

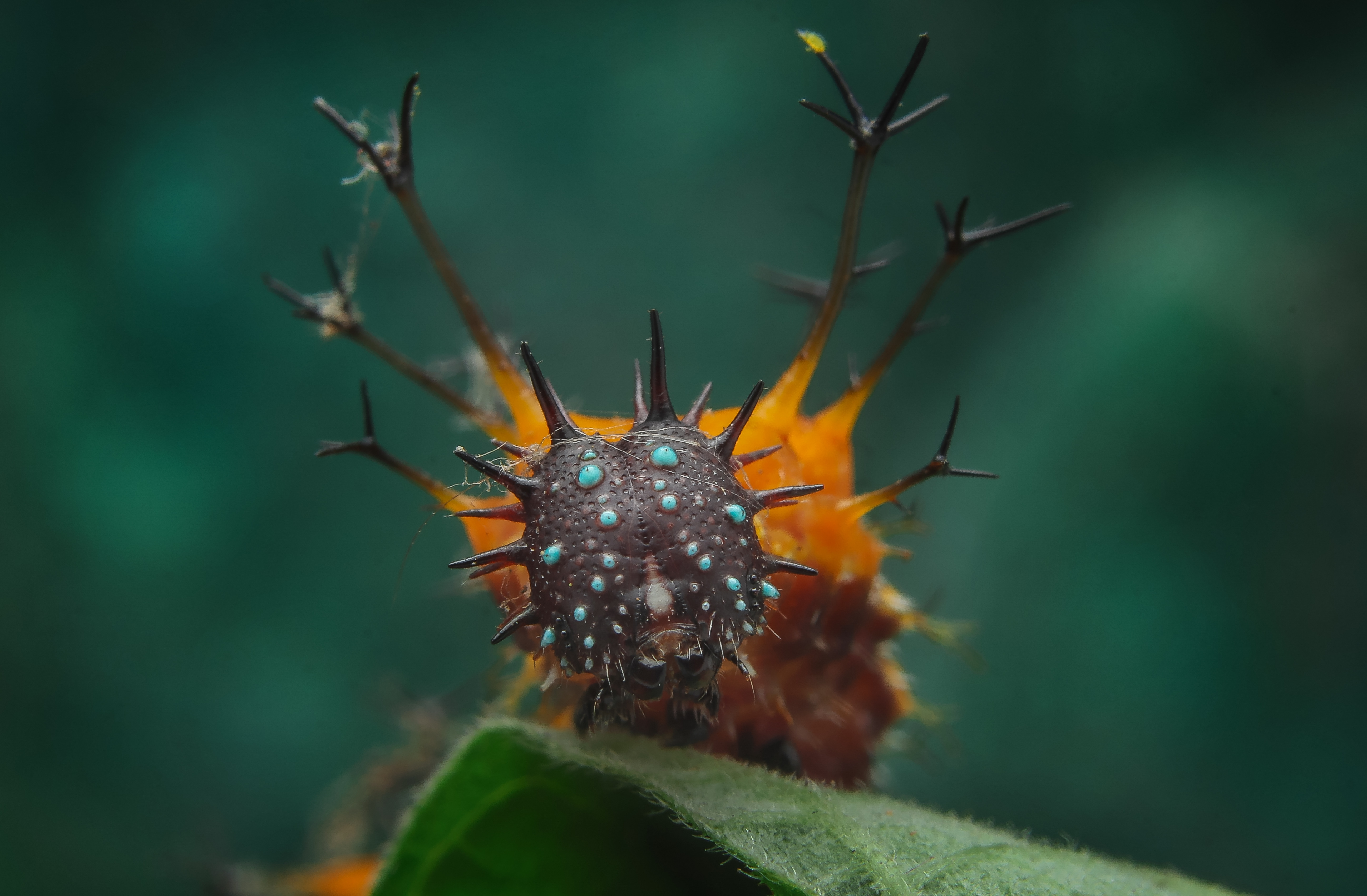
Une chenille d' Athyma nefte, des Athyma, des Limenitidini, des Limenitidinae, se promenant aux Philippines. Juin 2022.

Limenitidini : Limenitis populi MHNT

Tribu des Adoliadini Doubleday, 1845
- Abrota Moore, 1857
- Aterica Boisduval, 1833
- Bassarona Moore, 1897
- Bebearia Hemming, 1960
- Catuna Kirby, 1871
- Crenidomimas Karsch, 1894
- Cynandra Schatz, 1887
- Dophla Moore, 1880

- Euphaedra Hübner, 1819
- Euptera Staudinger, 1891
- Euriphene Boisduval, 1847
- Euryphaedra Staudinger, 1891
- Euryphura Staudinger, 1891
- Euthalia Hübner, 1819

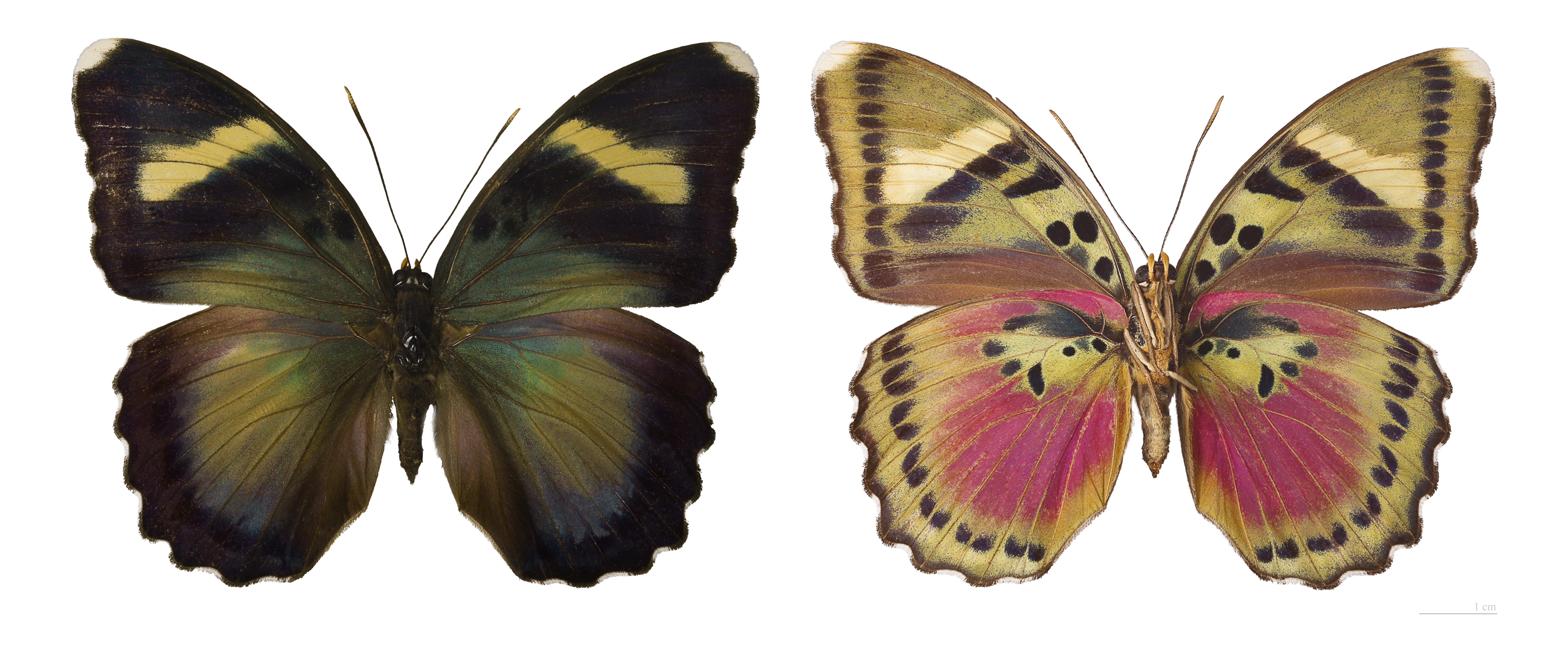
Euphaedra (Xypetana) xypete - Muséum de Toulouse

- Euthaliopsis Neervoort van de Poll, 1896
- Hamanumida Hübner, 1819
- Harmilla Aurivillius, 1892
- Lexias Boisduval, 1832
- Neurosigma Butler, 1868
- Pseudargynnis Karsch, 1892
- Pseudathyma Staudinger, 1891
- Tanaecia Butler, 1869

Tribu des Chalingini Morishita, 1996 
- Chalinga Moore, 1898

Tribu des Limenitidini Behr, 1864
- Adelpha Hübner, 1819
- Athyma Westwood, 1850
- Auzakia Moore, 1898
- Basilarchia Scudder, 1872
- Cymothoe Hübner, 1819
- Harma Doubleday, 1848
- Kumothales Overlaet, 1940
- Lamasia Moore, 1898
- Lelecella Hemming, 1939
- Limenitis (Fabricius, 1807) Limenitidini : Limenitis populi MHNT
- Litinga Moore, 1898
- Moduza Moore, 1881
- Pandita Moore, 1857
- Parasarpa Moore, 1898
- Patsuia Moore, 1898
- Sumalia Moore, 1898
- Tacola Moore, 1898
- Tarattia Moore, 1898

Tribu des  Neptini Newman, 1870
- Acca Hübner, 1819
- Aldania Moore, 1896
- Lasippa Moore, 1898
- Neptis Fabricius, 1807
- Pandassana Moore, 1898
- Pantoporia Hübner, 1819
- Phaedyma Felder, 1861

Tribu des Parthenini Reuter, 1896
- Bhagadatta Moore, 1898
- Lebadea Felder, 1861
- Parthenos Hübner, 1819

Non classifié
- Chersonesia Distant, 1883
- Cyrestis Boisduval, 1832
- Marpesia Hübner, 1819
- Pseudacraea Westwood, 1850
- Pseudoneptis Snellen, 1882